# Takaka
Takaka – miasto w Nowej Zelandii, w północnej części Wyspy Południowej, w regionie Tasman. Według spisu ludności z 5 marca 2013 roku populacja miasta wynosiła 1236 mieszkańców. 
Takaka położona jest nad Golden Bay. Przez miasto przepływa Takaka River. W pobliżu usytuowane są parki narodowe – Kahurangi oraz Abel Tasman.